# Pseudaneitea johnsi
Pseudaneitea johnsi är en snäckart som beskrevs av Burton 1963. Pseudaneitea johnsi ingår i släktet Pseudaneitea och familjen Athoracophoridae. Inga underarter finns listade i Catalogue of Life.